# Trượt tuyết đổ đèo tại Thế vận hội Mùa đông 2018 - Dích dắc nam
Nội dung dích dắc nam của môn Trượt tuyết đổ đèo tại Thế vận hội Mùa đông 2018 diễn ra vào ngày 22 tháng 2 năm 2018 tại Yongpyong Alpine Centre thuộc Alpensia Sports Park ở Pyeongchang.

## Kết quả
Cuộc đua bắt đầu lúc 10:00 (Vòng 1) and 13:30 (Vòng 2).
| Hạng | Số áo | Tên                           | Quốc gia                     | Vòng 1  | Hạng | Vòng 2  | Hạng | Tổng    | Kém    |
| ---- | ----- | ----------------------------- | ---------------------------- | ------- | ---- | ------- | ---- | ------- | ------ |
| 1    | 7     | André Myhrer                  | Thụy Điển                    | 47.93   | 2    | 51.06   | 8    | 1:38.99 | –      |
| 2    | 15    | Ramon Zenhäusern              | Thụy Sĩ                      | 48.66   | 9    | 50.67   | 2    | 1:39.33 | +0.34  |
| 3    | 6     | Michael Matt                  | Áo                           | 49.00   | 12   | 50.66   | 1    | 1:39.66 | +0.67  |
| 4    | 24    | Clément Noël                  | Pháp                         | 48.58   | 7    | 51.12   | 10   | 1:39.70 | +0.71  |
| 5    | 10    | Alexis Pinturault             | Pháp                         | 48.54   | 6    | 51.18   | 11   | 1:39.72 | +0.73  |
| 6    | 16    | Victor Muffat-Jeandet         | Pháp                         | 48.34   | 3    | 51.41   | 14   | 1:39.75 | +0.76  |
| 7    | 35    | Kristoffer Jakobsen           | Thụy Điển                    | 48.74   | 10   | 51.20   | 12   | 1:39.94 | +0.95  |
| 8    | 1     | Daniel Yule                   | Thụy Sĩ                      | 48.88   | 11   | 51.24   | 13   | 1:40.12 | +1.13  |
| 9    | 13    | Dave Ryding                   | Anh Quốc                     | 49.09   | 13   | 51.07   | 9    | 1:40.16 | +1.17  |
| 10   | 8     | Sebastian Foss-Solevåg        | Na Uy                        | 48.53   | 5    | 51.65   | 20   | 1:40.18 | +1.19  |
| 11   | 9     | Marco Schwarz                 | Áo                           | 48.62   | 8    | 51.57   | 19   | 1:40.19 | +1.20  |
| 12   | 2     | Manfred Mölgg                 | Ý                            | 48.40   | 4    | 51.84   | 23   | 1:40.24 | +1.25  |
| 13   | 20    | Leif Kristian Nestvold-Haugen | Na Uy                        | 49.27   | 14   | 51.04   | 7    | 1:40.31 | +1.32  |
| 14   | 22    | Loïc Meillard                 | Thụy Sĩ                      | 49.63   | 19   | 50.69   | 3    | 1:40.32 | +1.33  |
| 15   | 12    | Manuel Feller                 | Áo                           | 49.35   | 16   | 51.03   | 6    | 1:40.38 | +1.39  |
| 16   | 3     | Stefano Gross                 | Ý                            | 49.27   | 14   | 51.44   | 16   | 1:40.71 | +1.72  |
| 17   | 21    | Aleksandr Khoroshilov         | Vận động viên Olympic từ Nga | 49.72   | 21   | 51.01   | 5    | 1:40.73 | +1.74  |
| 18   | 26    | David Chodounsky              | Hoa Kỳ                       | 49.43   | 17   | 51.41   | 14   | 1:40.84 | +1.85  |
| 19   | 11    | Mattias Hargin                | Thụy Điển                    | 49.71   | 20   | 51.51   | 18   | 1:41.22 | +2.23  |
| 20   | 17    | Fritz Dopfer                  | Đức                          | 49.79   | 22   | 51.48   | 17   | 1:41.27 | +2.28  |
| 21   | 44    | Istok Rodeš                   | Croatia                      | 49.60   | 18   | 51.81   | 22   | 1:41.41 | +2.42  |
| 22   | 32    | Phil Brown                    | Canada                       | 50.22   | 26   | 51.72   | 21   | 1:41.94 | +2.95  |
| 23   | 41    | Elias Kolega                  | Croatia                      | 51.18   | 29   | 50.94   | 4    | 1:42.12 | +3.13  |
| 24   | 29    | Adam Žampa                    | Slovakia                     | 49.91   | 24   | 52.36   | 26   | 1:42.27 | +3.28  |
| 25   | 49    | Marco Pfiffner                | Liechtenstein                | 51.09   | 28   | 52.22   | 24   | 1:43.31 | +4.32  |
| 26   | 51    | Laurie Taylor                 | Anh Quốc                     | 51.08   | 27   | 52.33   | 25   | 1:43.41 | +4.42  |
| 27   | 33    | Jung Dong-hyun                | Hàn Quốc                     | 51.79   | 31   | 53.28   | 28   | 1:45.07 | +6.08  |
| 28   | 74    | Iason Abramashvili            | Gruzia                       | 52.69   | 35   | 55.00   | 29   | 1:47.69 | +8.70  |
| 29   | 25    | Erik Read                     | Canada                       | 49.81   | 23   | 58.74   | 34   | 1:48.55 | +9.56  |
| 30   | 81    | Márton Kékesi                 | Hungary                      | 53.49   | 38   | 55.56   | 30   | 1:49.05 | +10.06 |
| 31   | 31    | Mark Engel                    | Hoa Kỳ                       | 56.18   | 43   | 53.13   | 27   | 1:49.31 | +10.32 |
| 32   | 78    | Simon Breitfuss Kammerlander  | Bolivia                      | 54.66   | 40   | 55.76   | 31   | 1:50.42 | +11.43 |
| 33   | 85    | Yuri Danilochkin              | Belarus                      | 55.42   | 41   | 56.73   | 32   | 1:52.15 | +13.16 |
| 34   | 61    | Mohammad Kiadarbandsari       | Iran                         | 55.66   | 42   | 57.03   | 33   | 1:52.69 | +13.70 |
| 35   | 57    | Andreas Žampa                 | Slovakia                     | 54.15   | 39   | 59.43   | 36   | 1:53.58 | +14.59 |
| 36   | 95    | Erjon Tola                    | Albania                      | 58.00   | 45   | 59.06   | 35   | 1:57.06 | +18.07 |
| 37   | 89    | Michael Poettoz               | Colombia                     | 57.46   | 44   | 1:00.00 | 37   | 1:57.46 | +18.47 |
| 38   | 94    | Arthur Hanse                  | Bồ Đào Nha                   | 58.26   | 46   | 1:00.35 | 38   | 1:58.61 | +19.62 |
| 39   | 103   | Albin Tahiri                  | Kosovo                       | 1:00.80 | 48   | 1:02.13 | 39   | 2:02.93 | +23.94 |
| 40   | 98    | Evgeniy Timofeev              | Kyrgyzstan                   | 1:01.56 | 49   | 1:02.37 | 40   | 2:03.93 | +24.94 |
| 41   | 88    | Andrej Drukarov               | Litva                        | 59.40   | 47   | 1:07.77 | 42   | 2:07.17 | +28.18 |
| 42   | 100   | Ashot Karapetyan              | Armenia                      | 1:02.47 | 50   | 1:05.61 | 41   | 2:08.08 | +29.09 |
| 43   | 108   | Choe Myong-gwang              | CHDCND Triều Tiên            | 1:09.42 | 51   | 1:13.39 | 43   | 2:22.81 | +43.82 |
|      | 4     | Henrik Kristoffersen          | Na Uy                        | 47.72   | 1    | DNF     | —    | —       | —      |
|      | 27    | Naoki Yuasa                   | Nhật Bản                     | 52.89   | 36   | DNF     | —    | —       | —      |
|      | 34    | Trevor Philp                  | Canada                       | 49.95   | 25   | DNF     | —    | —       | —      |
|      | 37    | Nolan Kasper                  | Hoa Kỳ                       | 52.44   | 34   | DNF     | —    | —       | —      |
|      | 40    | Joaquim Salarich              | Tây Ban Nha                  | 52.07   | 33   | DNF     | —    | —       | —      |
|      | 45    | Matej Falat                   | Slovakia                     | 51.86   | 32   | DNF     | —    | —       | —      |
|      | 53    | Michał Jasiczek               | Ba Lan                       | 51.64   | 30   | DNF     | —    | —       | —      |
|      | 54    | Sam Maes                      | Bỉ                           | 52.90   | 37   | DNF     | —    | —       | —      |
|      | 107   | Kang Song-il                  | CHDCND Triều Tiên            | 1:11.43 | 52   | DNF     | —    | —       | —      |
|      | 5     | Marcel Hirscher               | Áo                           | DNF     | —    | —       | —    | —       | —      |
|      | 14    | Luca Aerni                    | Thụy Sĩ                      | DNF     | —    | —       | —    | —       | —      |
|      | 18    | Jonathan Nordbotten           | Na Uy                        | DNF     | —    | —       | —    | —       | —      |
|      | 19    | Jean-Baptiste Grange          | Pháp                         | DNF     | —    | —       | —    | —       | —      |
|      | 23    | Linus Straßer                 | Đức                          | DNF     | —    | —       | —    | —       | —      |
|      | 28    | Štefan Hadalin                | Slovenia                     | DNF     | —    | —       | —    | —       | —      |
|      | 30    | Matej Vidović                 | Croatia                      | DNF     | —    | —       | —    | —       | —      |
|      | 36    | Riccardo Tonetti              | Ý                            | DNF     | —    | —       | —    | —       | —      |
|      | 38    | Juan del Campo                | Tây Ban Nha                  | DNF     | —    | —       | —    | —       | —      |
|      | 39    | Kamen Zlatkov                 | Bulgaria                     | DNF     | —    | —       | —    | —       | —      |
|      | 42    | Žan Kranjec                   | Slovenia                     | DNF     | —    | —       | —    | —       | —      |
|      | 43    | Dalibor Šamšal                | Hungary                      | DNF     | —    | —       | —    | —       | —      |
|      | 46    | Alex Vinatzer                 | Ý                            | DNF     | —    | —       | —    | —       | —      |
|      | 47    | Albert Popov                  | Bulgaria                     | DNF     | —    | —       | —    | —       | —      |
|      | 48    | Filip Zubčić                  | Croatia                      | DNF     | —    | —       | —    | —       | —      |
|      | 50    | Ondřej Berndt                 | Cộng hòa Séc                 | DNF     | —    | —       | —    | —       | —      |
|      | 52    | Kristaps Zvejnieks            | Latvia                       | DNF     | —    | —       | —    | —       | —      |
|      | 55    | Adam Barwood                  | New Zealand                  | DNF     | —    | —       | —    | —       | —      |
|      | 56    | Kai Alaerts                   | Bỉ                           | DNF     | —    | —       | —    | —       | —      |
|      | 58    | Emir Lokmić                   | Bosna và Hercegovina         | DNF     | —    | —       | —    | —       | —      |
|      | 59    | Willis Feasey                 | New Zealand                  | DNF     | —    | —       | —    | —       | —      |
|      | 60    | Filip Forejtek                | Cộng hòa Séc                 | DNF     | —    | —       | —    | —       | —      |
|      | 62    | Ioannis Antoniou              | Hy Lạp                       | DNF     | —    | —       | —    | —       | —      |
|      | 63    | Jan Zabystřan                 | Cộng hòa Séc                 | DNF     | —    | —       | —    | —       | —      |
|      | 64    | Ivan Kuznetsov                | Vận động viên Olympic từ Nga | DNF     | —    | —       | —    | —       | —      |
|      | 65    | Itamar Biran                  | Israel                       | DNF     | —    | —       | —    | —       | —      |
|      | 66    | Dominic Demschar              | Úc                           | DNF     | —    | —       | —    | —       | —      |
|      | 67    | Marko Vukićević               | Serbia                       | DNF     | —    | —       | —    | —       | —      |
|      | 68    | Patrick Brachner              | Azerbaijan                   | DNF     | —    | —       | —    | —       | —      |
|      | 69    | Eldar Salihović               | Montenegro                   | DNF     | —    | —       | —    | —       | —      |
|      | 71    | Alexandru Barbu               | România                      | DNF     | —    | —       | —    | —       | —      |
|      | 72    | Antonio Ristevski             | Macedonia                    | DNF     | —    | —       | —    | —       | —      |
|      | 73    | Marko Stevović                | Serbia                       | DNF     | —    | —       | —    | —       | —      |
|      | 75    | Tormis Laine                  | Estonia                      | DNF     | —    | —       | —    | —       | —      |
|      | 76    | Adam Lamhamedi                | Maroc                        | DNF     | —    | —       | —    | —       | —      |
|      | 77    | Kim Dong-woo                  | Hàn Quốc                     | DNF     | —    | —       | —    | —       | —      |
|      | 79    | Kai Horwitz                   | Chile                        | DNF     | —    | —       | —    | —       | —      |
|      | 80    | Igor Zakurdayev               | Kazakhstan                   | DNF     | —    | —       | —    | —       | —      |
|      | 82    | Michel Macedo                 | Brasil                       | DNF     | —    | —       | —    | —       | —      |
|      | 83    | Adam Kotzmann                 | Cộng hòa Séc                 | DNF     | —    | —       | —    | —       | —      |
|      | 84    | Casper Dyrbye Næsted          | Đan Mạch                     | DNF     | —    | —       | —    | —       | —      |
|      | 86    | Matthieu Osch                 | Luxembourg                   | DNF     | —    | —       | —    | —       | —      |
|      | 87    | Serdar Deniz                  | Thổ Nhĩ Kỳ                   | DNF     | —    | —       | —    | —       | —      |
|      | 90    | Rodolfo Dickson               | México                       | DNF     | —    | —       | —    | —       | —      |
|      | 91    | Ivan Kovbasnyuk               | Ukraina                      | DNF     | —    | —       | —    | —       | —      |
|      | 92    | Dinos Lefkaritis              | Síp                          | DNF     | —    | —       | —    | —       | —      |
|      | 96    | Connor Wilson                 | Nam Phi                      | DNF     | —    | —       | —    | —       | —      |
|      | 97    | Komiljon Tukhtaev             | Uzbekistan                   | DNF     | —    | —       | —    | —       | —      |
|      | 99    | Alessandro Mariotti           | San Marino                   | DNF     | —    | —       | —    | —       | —      |
|      | 101   | Shannon-Ogbnai Abeda          | Eritrea                      | DNF     | —    | —       | —    | —       | —      |
|      | 102   | Jeffrey Webb                  | Malaysia                     | DNF     | —    | —       | —    | —       | —      |
|      | 104   | Yohan Goutt Goncalves         | Đông Timor                   | DNF     | —    | —       | —    | —       | —      |
|      | 105   | Allen Behlok                  | Liban                        | DNF     | —    | —       | —    | —       | —      |
|      | 106   | Muhammad Karim                | Pakistan                     | DNF     | —    | —       | —    | —       | —      |
|      | 70    | Sturla Snær Snorrason         | Iceland                      | DNS     | —    | —       | —    | —       | —      |
|      | 93    | Nicola Zanon                  | Thái Lan                     | DNS     | —    | —       | —    | —       | —      |